# Coll dels Gironesos
El Coll dels Gironesos és una muntanya de 399 metres que es troba entre els municipis de Corbera d'Ebre i de Gandesa, a la comarca de la Terra Alta.